# Музей народної архітектури та побуту Середньої Наддніпрянщини
Музей народної архітектури та побуту Середньої Наддніпря́нщини — музей просто неба, розташований в околицях Переяслава. Входить до складу Національного історико-етнографічного заповідника «Переяслав».
В музеї представлено як українське село Середньої Наддніпрянщини кінця ХІХ — початку XX століть, так і будівлі та стоянки від часів пізнього палеоліту до часів Київської Русі. На території 30 гектарів розміщено 13 тематичних музеїв, які є органічним продовженням музею-села. Музей ознайомлює з народною культурою, архітектурою та творчістю, звичаями та обрядами українців Середньої Наддніпрянщини. До уваги відвідувачів 122 пам'ятки народної архітектури, понад 30 тисяч пам'яток матеріальної і духовної культури.
Музей розташований за адресою: Київська область, Переяслав, вулиця Літописна, 61. Відкритий для відвідувачів щодня з 9-ї до 17-ї години.

## Об'єкти музею

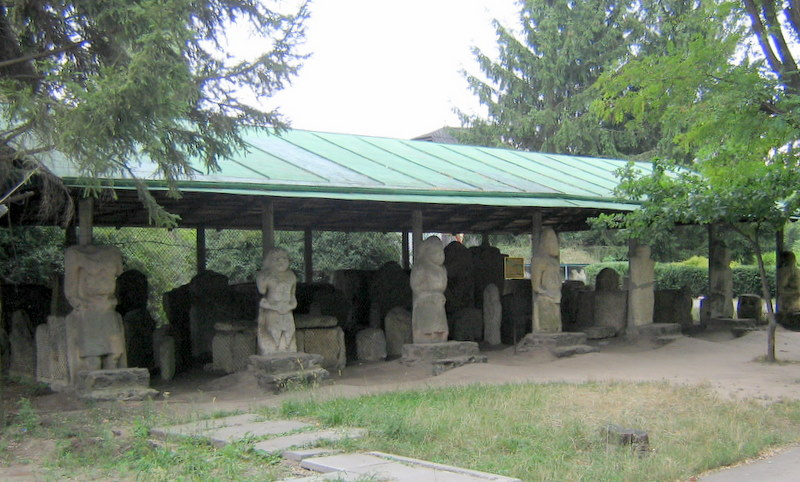
Кам'яні «баби»

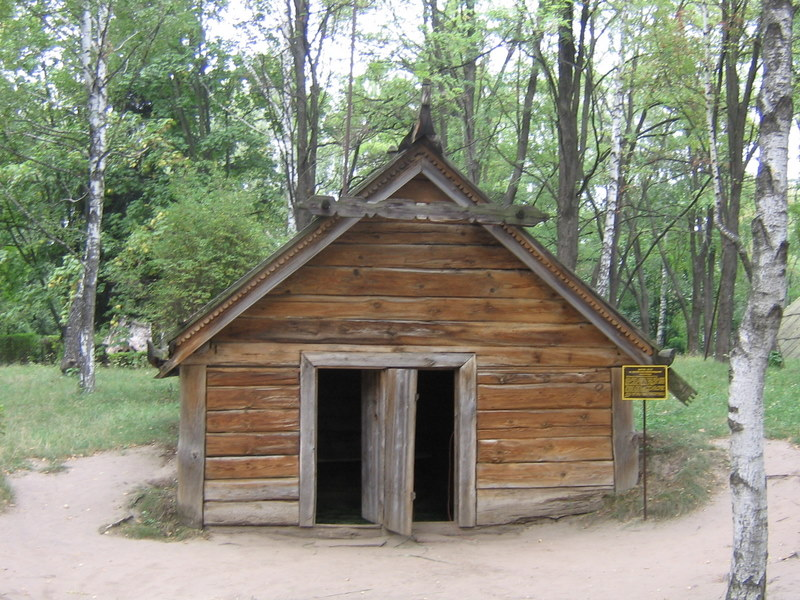
Житло XI ст.; м. Переяслав-Хмельницький. Реконструкція.

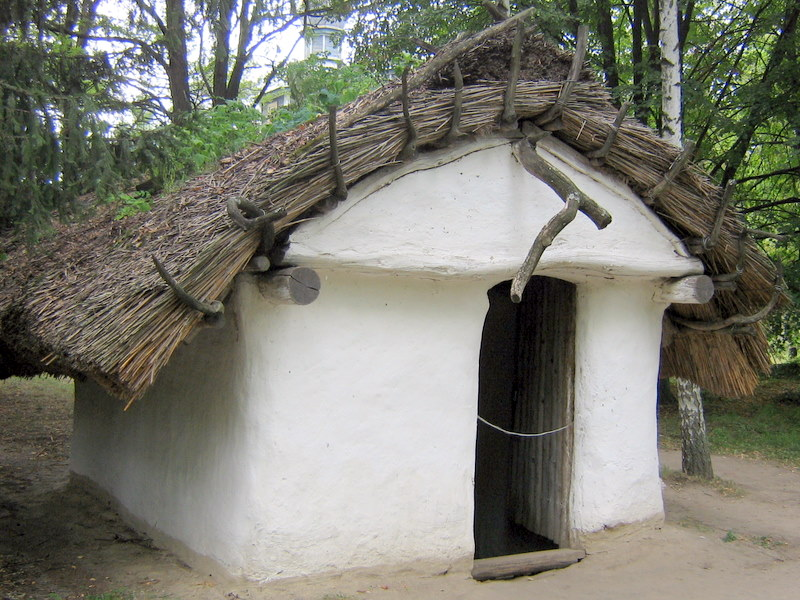
Житло XI ст.; с. Соснова. Переяслав-Хмельницький район, Київська область.

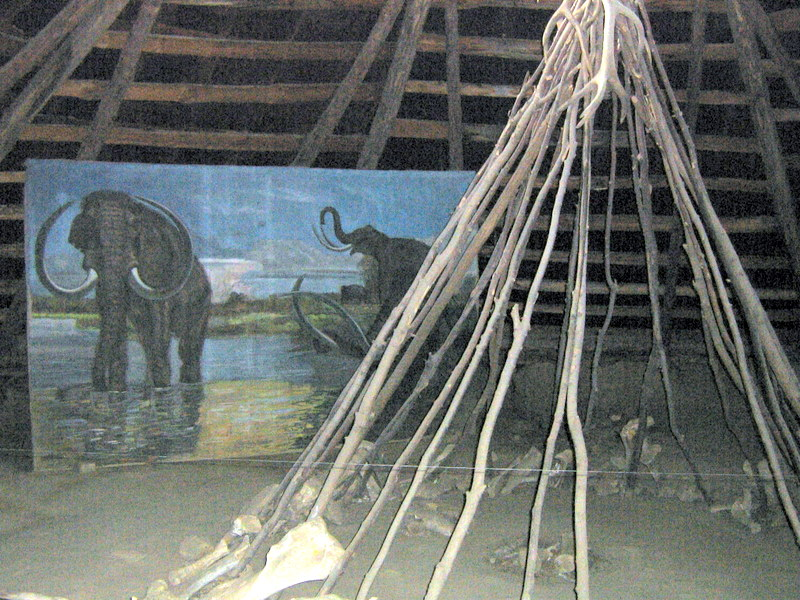
Фрагмент стоянки пізнього палеоліту; с. Добраничівка, Яготинський район, Київська область.

Половецьке святилище кінця ХІІ — початку XIII століття. Чаплинський район, Херсонська область. Реконструкція.

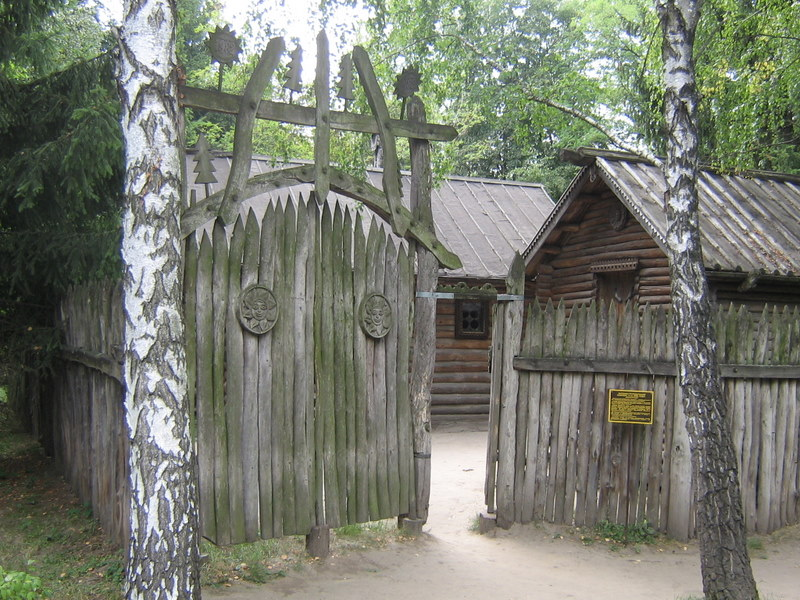
Житлово-господарський комплекс Х століття. Київ. Поділ. Реконструкція.

На території музею розташовано 185 об'єктів, з них 104 пам'ятки народної архітектури XVII—XIX ст., в тому числі 20 дворів з хатами та господарськими будівлями, 23 різноманітні робітні та майстерні, більш ніж 20 тисяч творів народного мистецтва, знарядь праці, речей побуту, зібраних в лісостеповій зоні України. Прикрасою музею є два рукотворні ставки, дендропарк з десятками тисяч дерев та кущів, дбайливо доглянуті двори та городи.

### Найдавніші будівлі і пам'ятки
Найдавніша монументальна кам'яна скульптура та поховальні скрині: у кам'яних скринях, або саркофагах, ховали своїх небіжчиків племена кемі-обинської культури (IV тисячоліття до н. е). Їх поміщали під насипом кургану. Розписувались з середини мінеральними фарбами, переважно червоною вохрою. Узори від найпростіших рисочок, «ялинок», солярних знаків до складніших композицій.
Антропоморфні стели — перші монументальні кам'яні зображення людини. Вони пов'язані переважно з поховальними обрядами. Творці стел, племена кемі-обинської та ямної культур (VI—IV ст. до н. е.), зображали чоловіків-воїнів у повному бойовому спорядженні. Скіфській скульптурі властивий образ предка-родоначальника, героя.
Тюркомовним народам українських степів — торкам, печенігам та половцям (Х-XIII століття) — належала найбільш довершена група кам'яної скульптури, так звані кам'яні баби. Вони поділяються на стоячі, сидячі фігури і погруддя; на чоловічі і жіночі.
Кам'яні статуї є неповторними витворами мистецтва та відображенням ідеології давніх народів. Це важливе джерело для розуміння процесу формування сучасних вірувань і релігій.
Житло XI століття: однокамерна напівземлянка розміром 3,8×4 м. Стіни складені з соснових тесаних колод у техніці горизонтального заповнення «в шули». Дах двосхилий з гребенем та жолобом для відводу води, покритий тесом. «Волокові» вікна на ніч засувались дошками. Двері обертались на дерев'яній осі — «бігуні».
Відтворено інтер'єр. У правому куті стоїть глинобитна піч, що топилася «по-чорному», ліворуч — підлога з дощок, яка покриває яму для зернових, у центрі стіл з дубового пня. Долівка глинобитна. Житло розташовувалось на посаді давнього Переяслава і було типовим для рядової забудови ремісничих кварталів міста.
Житло XI століття — рештки глинобитної печі, перевезеної монолітно. Житло відтворене за матеріалами досліджень.
Житло орієнтоване вхідними дверима на схід, заглиблення в землі 0,8 м, розміри 3,3×2,4 м.
Ліворуч від дверей, в південно-східному куті, розміщена глинобитна піч, має круглу форму, діаметр нижньої основи 1,4 м. Склепіння збереглося на 0,2 м. Черінь печі має 6 підмазок — результат довготривалого використання та багаторазових ремонтів.
Стіни житла каркасно-стовпові, плетені з лози, мазані глиною, білені. Опорні стовпи (сохи), розміщені ззовні, підтримують очеретяний двосхилий дах. Вхід у житло обладнано дерев'яними східцями.
Фрагмент стоянки пізнього палеоліту (15 тисяч років до н. е.): На стоянці, що містилась на лівому березі ріки Супій, було досліджено чотири житлово-виробничі комплекси. Вони належали давньому гурту мисливців на мамонтів. Один із комплексів, перевезений на експозицію в музеї, складається з житла, трьох ям — «комор» з кістками мамонтів і з майстерні для обробки кременю. Житло реконструйоване, а ями — «комори», перевезені й розміщені на фрагменті стоянки.
Житло мало вигляд куреня, каркас якого зроблено з дерев'яних жердин, що зовні вкривались шкірами тварин. Основа житла обставлена великими кістками мамонта, переважно черепами, в отвори яких вставлені жердини.
Ями-комори заповнені кістками та бивнями мамонта, що використовувались для виготовлення знарядь праці, будівництва, опалення та освітлення житла.
Поряд з житлом — відкрите вогнище, біля якого виготовлялися знаряддя з кременю.
Над експозицією зведено павільйон, що формою повторює житло-курінь.
Половецьке святилище: Святилище являє собою прямокутне, викладене каменем вапняком заглиблення, в центрі якого встановлені кам'яні статуї — дві жіночі та одна чоловіча. Ці скульптури належать до найбільш розвинених і довершених типів XII-XIII століть.
На дні заглиблення представленого святилища були знайдені рештки жертвоприношення — кістки тварин (коня, барана, бика), мідний казан та уламки амфор. Подібні святилища споруджувалися на честь предків — покровителів роду або орди (союзу кількох родів).
Житлово-господарський комплекс: Садиба киянина Х століття, створена на основі експонованих двох зрубів. Садибу огороджено високим частоколом. У ній житло та господарська будівля. Споруди складені з соснових колод «в зруб». Дахи двосхильні.
Житло дводільне: хата + сіни. Нижні колоди житлової частини лежать на землі, кути сіней підперто дубовими стоянами. Підлога дощана. У житловій частині, в кутку праворуч від дверей, відтворено глинобитну піч з опічком, збитим із дощок, і дерев'яним димарем, обмазаним зсередини глиною.
В експозиції інтер'єру використані оригінальні речі XI-XIII століть з археологічних розкопок, а також з етнографічної колекції музею.
Господарська будівля має два яруси. Систему засова на дверях, конструкцію сходів скопійовано з оригіналу, оздоблення споруд — за матеріалами розкопок.

### Двори та громадські будівлі 16-19 століть

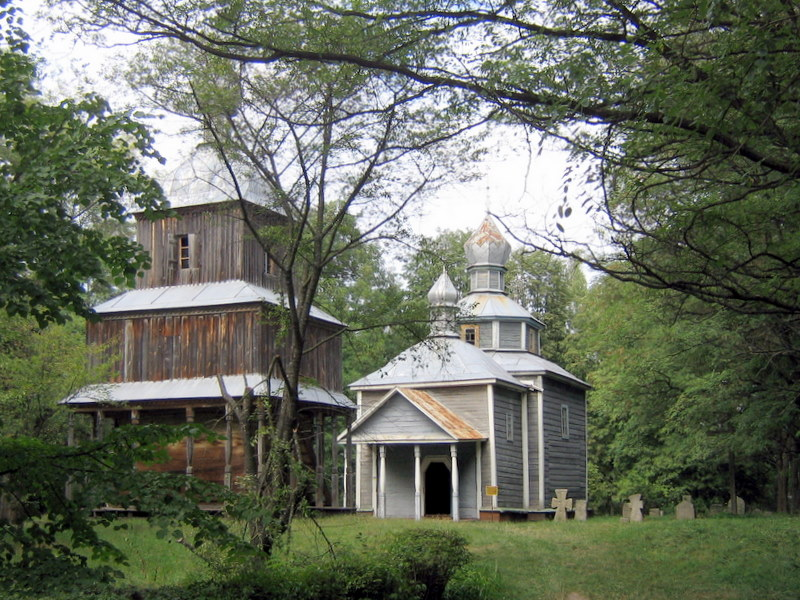
Церква Іоана Богослова. Білоцерківське староство. 1745 рік.

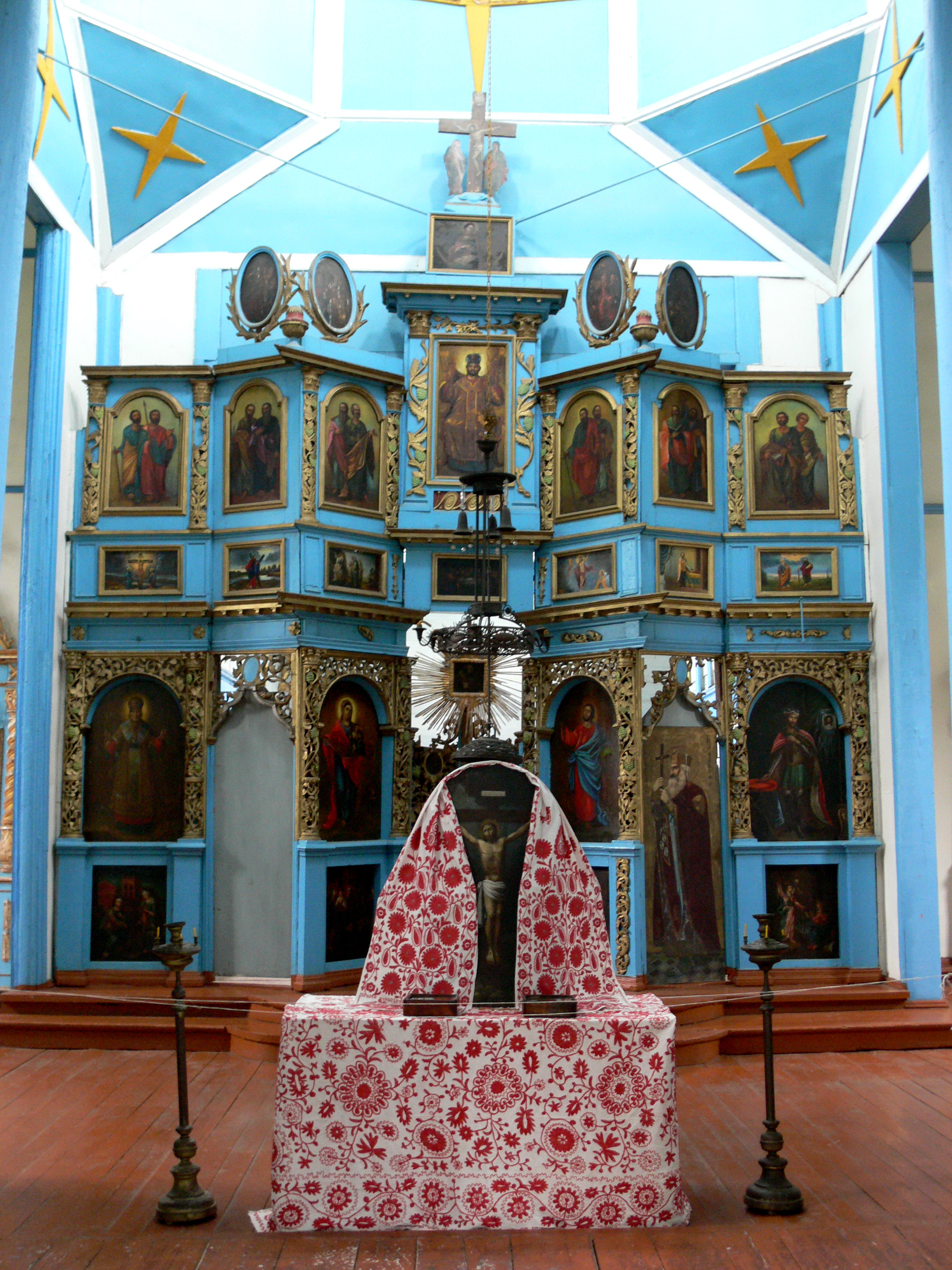
Церква св. Георгія. Іконостас

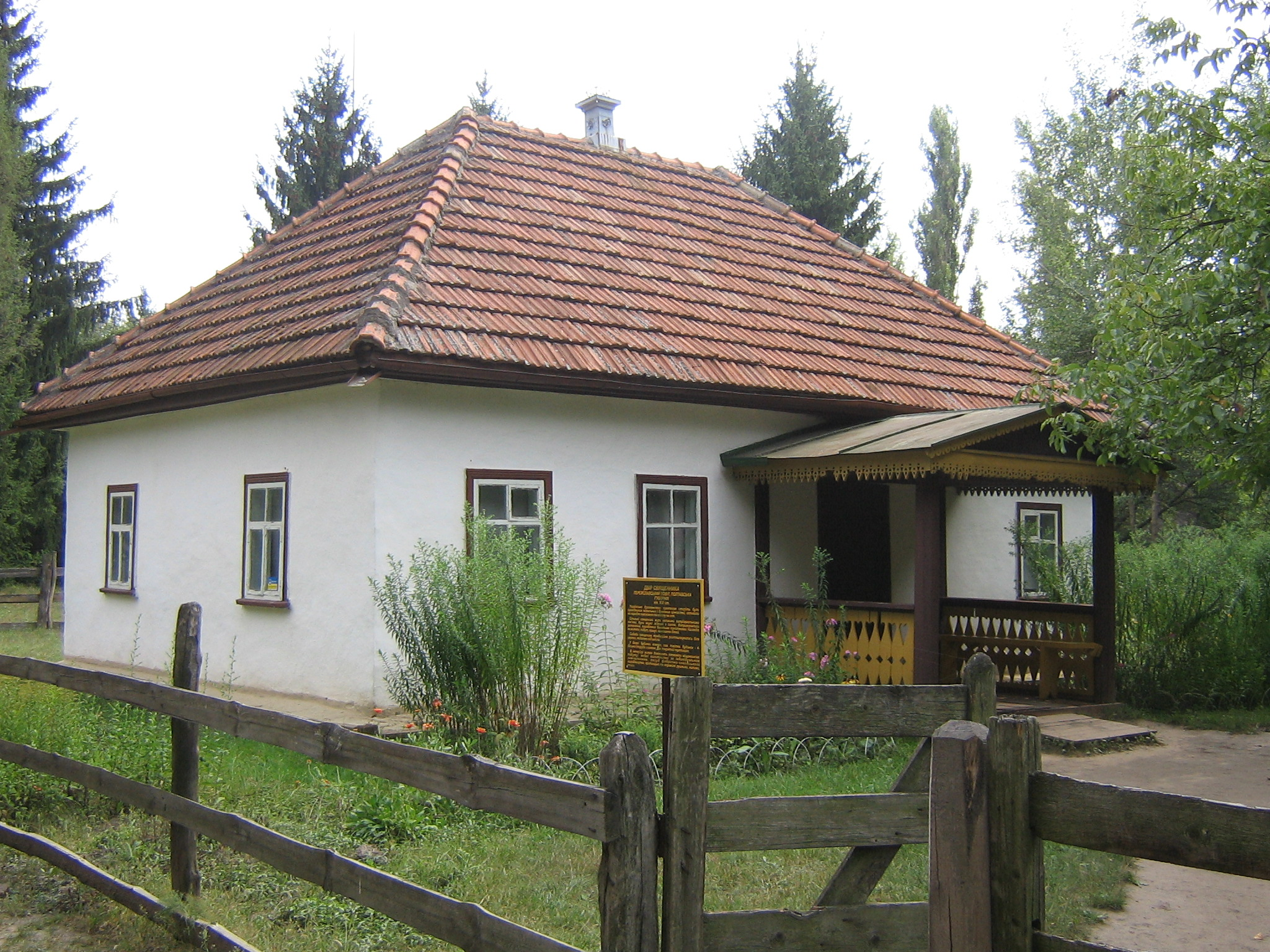
Будинок священника. Переяславський повіт, Полтавська губернія. Кінець XIX ст.

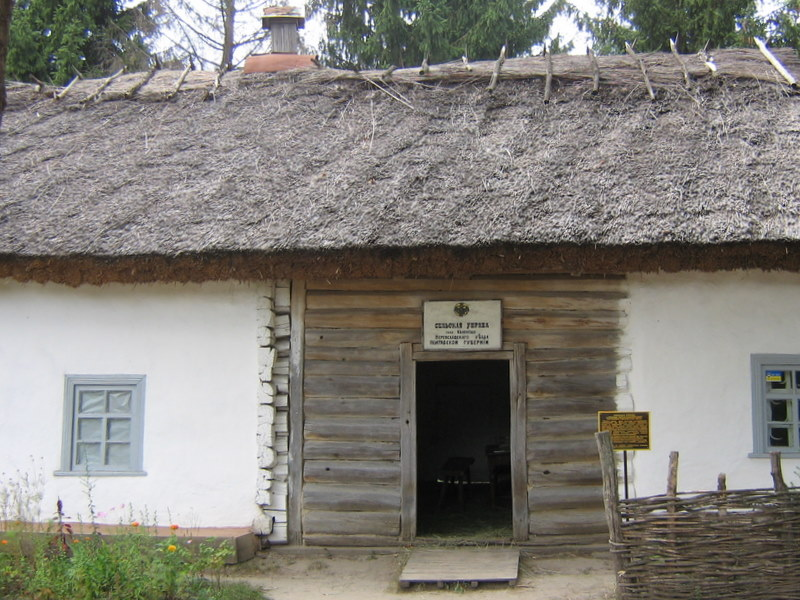
Сільська управа; с. В'юнище, Переяславський повіт, Полтавська губернія. 2-га половина XIX ст.

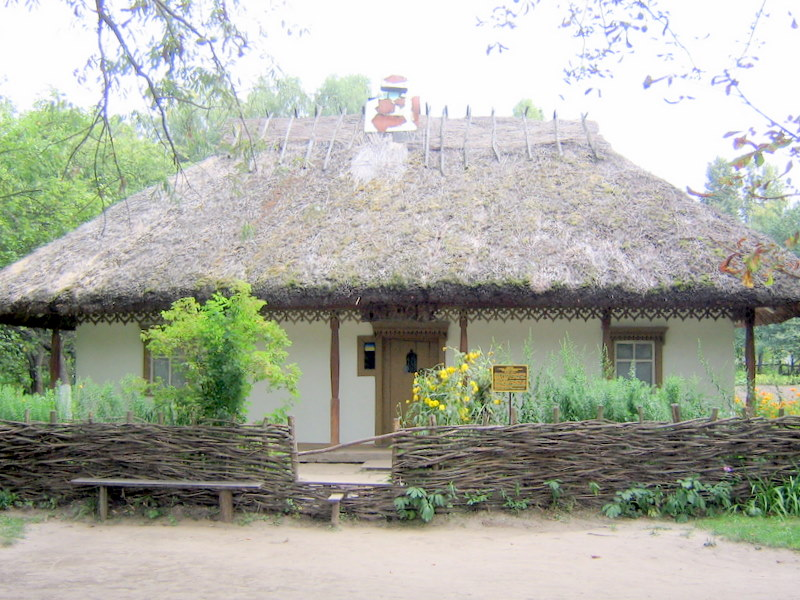
Шинок; с. Рудяків, Переяславський повіт, Полтавська губернія. 90-ті роки XIX ст.

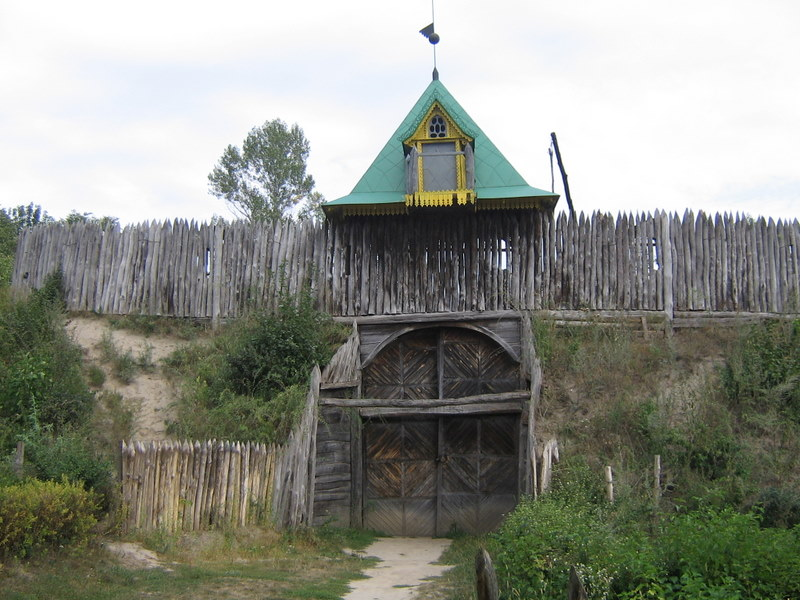
Козацька залога 17 століття. Реконструкція

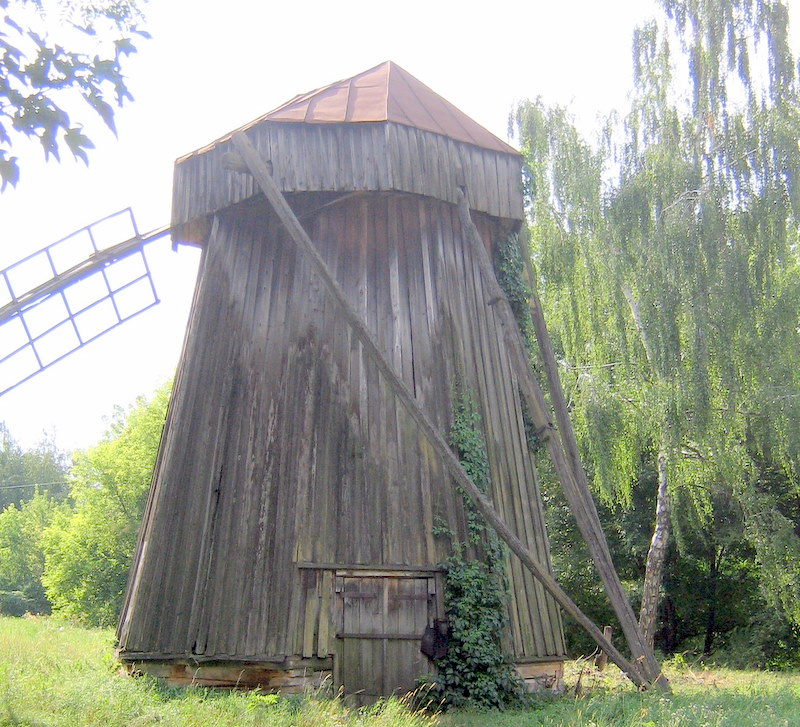
Шатровий вітряк

В експозиції музею представлено двори з інтер'єром, типові для селян Наддніпрянщини:
- за професіями: священика, гончара, чинбаря, бондаря, гребінника, ткача, олійника, столяра, житло знахарки;
- за статком: безземельника, вдови, бідняка, середняка, заможного селянина, заможного селянина-промисловця.

Крім того, є копії громадських будівель: церков, церковно-парафіяльної школи, гамазею, сільської управи.
Церква Іоанна Богослова: належить до найдавніших серед найпоширеніших в Україні пам'яток козацької доби. Збудована на кошти козацької громади з тесаних дубових пластин, встановлених на кількох вкопаних у землю кам'яних брилах. Кінці зрубу покладені в «канюки» без лишку, стіни обшиті шалівкою.
Тризубна будівля з трьома верхами в один ряд. Зруби «бабинця» і нави прямокутної форми, вівтар гранчастий, побудований на п'яти сторонах восьмигранника.
Дзвіниця (середина 18 століття) — велична триярусна споруда з галереєю навколо нижнього ярусу, перевезена з села Бушеве Рокитнянського району Київської області.
На простому козацькому подвір'ї відтворено козацький некрополь. Встановлено 67 кам'яних і дерев'яних хрестів 18-19 століть, із зруйнованих, зрівняних з землею цвинтарів наддніпрянських козацьких сіл Переяславщини, які потрапили у зону затоплення Канівського водосховища.
Церква святого Георгія — церква з села Андруші Переяславського полку, пам'ятка архітектури національного значення. Збудована на кошти сільської громади в 1768 році.
Церква — однобанна споруда заввишки 27,5 метра, у плані хрещата з чотиригранником в центрі та чотирма рукавами по сторонах світу.
Вівтар, бабинець, північний та південний зруби разом з міжрукавними зрубами, які вдвічі нижчі за висоту рукавів, утворюють монолітну масу, над якою стрімко підноситься верх.
В 30-х роках 19 століття прибудовано дзвіницю. 1845 року Тарас Шевченко зобразив цю церкву на малюнку «Верби в Андрушах».
Оздоблена церква дуже скромно. Розети-хрести розміщені по фризу всієї споруди, фронтонах, по фризу верху центральної дільниці та четверика дзвіниці, а також на стінах четверика дзвіниці.
В інтер'єрі церкви є ікони кінця 19, початку 20 століть. П'ятиярусний іконостас середини 19 століття оздоблений чудовим різьбленням. Автентичний іконостас за радянських часів вивезений до Ермітажу, тож музей підібрав схожий дерев'яний різьблений іконостас XIX століття, а також багату колекцію старих ікон, різьблений дерев'яний аналой і колекцію дерев'яних та металевих хрестів.
Двір священика: Українське духівництво протягом століть було провідником моралі і духовних цінностей, впливало на народне виховання та освіту на селі. Сільські священики жили великими патріархальними сім'ями, були міцно зв'язані з селом, дотримувались усталених, вироблених багатьма поколіннями поглядів на життя, побут, працю, виховання дітей.
Садиба священика традиційно розташовувалася біля церкви, неподалік школи. У дворі: будинок, комора, саж, повітка. Будинок — чотиридільна споруда з ґанком. Дах покритий черепицею. В інтер'єрі житла домінували елементи міщанського побуту: меблі виготовлені на індивідуальне замовлення, посуд фабрично-заводського виготовлення, кролевецькі та мережані рушники, а також килими й книги.
Сільська управа: Сільська управа — орган сільського самоврядування, забезпечувала збір державних податків, здійснювала нагляд за відбуванням повинностей селянами, за справністю шляхів, мостів, станом посівів зернових, лісів, водойм, за дотриманням громадського порядку, подавала допомогу при пожежах та повенях, розподіляла землю між общинниками, вирішувала питання перебування окремих господарів у громаді, питання будівництва та утримання шкіл, шпиталів.
Розпорядчим органом сільської громади був сільський схід — збори представників усіх господарств.
Керівництво управою здійснювали староста та писар. План управи: канцелярія + сіни + холодна-розправа + комора.
В канцелярії та холодній представлені манекени старости, писаря та заарештованого.
Шинок: шинки відомі на території України з часів Київської Русі. Починаючи з 16 століття, право на утримання шинків стало привілеєм заможних верств населення; з часів гетьманщини — козацької старшини, а пізніше — дворянства. В кінці 19 століття монопольне право на виробництво та продаж горілчаних виробів перейшло у руки держави.
Особливість будівлі: наявність відкритого ґанку (піддашка) з орнаментованим різьбленням. План шинку: хата + сіни + хатина + комора + комора. Ліворуч від входу житло господаря, праворуч в затині власне шинок з відповідним меблюванням та оформленням. У коморі устаткування, за допомогою якого можна простежити технологію отримання спирту для виготовлення горілки, — старовинний самогонний апарат.
На вхідних дверях малюнок — спокуслива кварта й дві чарки. Біля дверей — віконечко для продажу горілки вночі.
Козацька залога (пост, фортеця): фортифікаційна споруда козаків, яка несла вартову службу на кордонах козацьких та державних територій.
Фортеця оточена ровом завширшки 6 м, перед яким встановлено загострені дубові палі, над ровом височіє земляний вал. На валу встановлено частокіл з бійницями. Над воротами — вартова вежа.
Всередині — двоярусна будівля: конюшня та житло козаків.
Ліворуч від фортеці, на пагорбі, відтворено козацьку сторожову вежу — «хвігура», «гляда» або «маяк». Низка маяків створювала самобутню систему оповіщення про наближення ворога.
Вітряки: органічно вписались в архітектурні обриси музею 15 вітряків, що слугували млинами для перемелювання зерна, крупорушками для виготовлення крупів й сукновальнями.
Під дією вітру вітряки рухали млинові механізми. За технічним вирішенням поділялись на два типи: стовпові та шатрові («голландки»).
Будівля стовпового вітряка разом з механізмами для розмелювання зерна, валом та крилами повертається навколо масивного стовпа, глибоко закопаного або закріпленого на стійкій хрестовині.
Будівля шатрового вітряка залишається нерухомою, повертається лише шатро (дах) споруди з крилами і валом. Будівля — восьмигранна або кругла в плані — звужується догори, що надавало стійкості млинарській споруді.
Вітряки бувають 4-, 6- й 8-крильні.

### Тематичні музеї

#### Музей українських обрядів

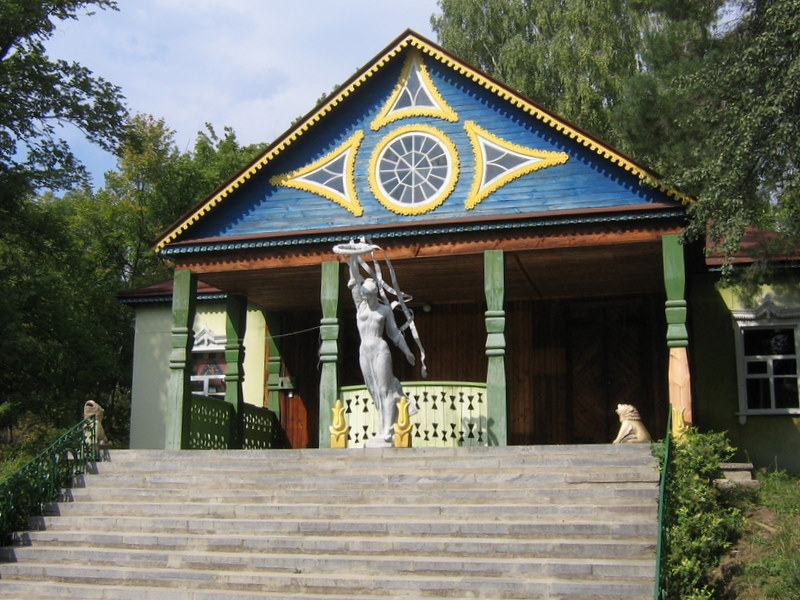
Музей українських обрядів та звичаїв

Музей розташований на території музею просто неба, відкритий під час святкування Зеленої Неділі у 1989 році. Експозиція складається з чотирьох кімнат, що розповідають про звичаї, обряди, традиції від давнього часу до наших днів.
Перша зала містить експонати, які свідчать про звичаї наших пращурів у дохристиянський період. У другій залі можна побачити «ряджених», які ходили під час різдвяних свят, вітаючи господарів з народженням Ісуса Христа. Далі зображено святкування Водохреща, Великодня, Зелених свят та ін.
У наступній залі розповідається про родинно-побутові свята і звичаї, пов'язані з ними. Це — весілля, хрестини, вечорниці, толоки, поховальні обряди.
В останній залі можна ознайомитися з сучасними українськими обрядами і звичаями.

#### Музей історії Української православної церкви

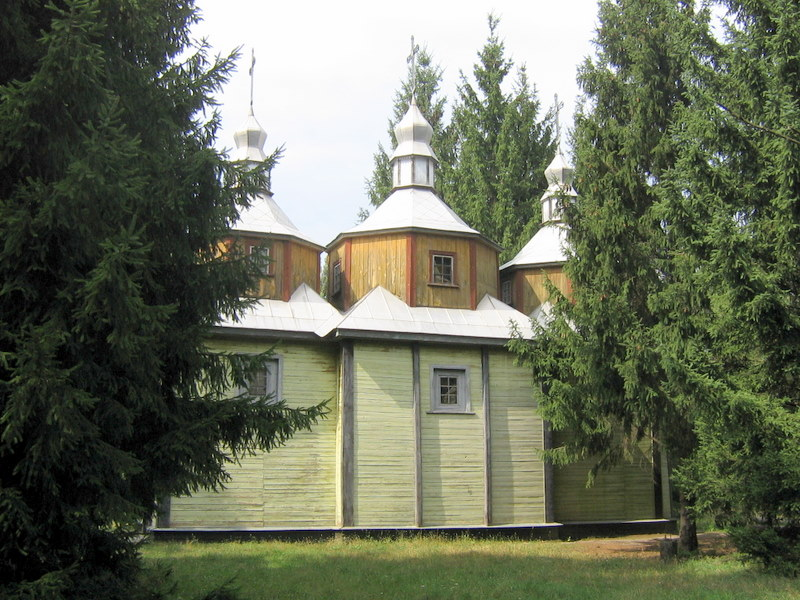
Музей історії української православної церкви.

В унікальній пам'ятці дерев'яного мистецтва Покровській церкві 1774 року, перевезеній до заповідника із села Сухий Яр Ставищенського району Київської області, міститься Музей історії Української православної церкви. Будівля тризрубна з трьома банями, середній зруб — довший і ширший.
В музеї експонується підбірка матеріалів, пов'язаних із життям Ісуса Христа, Богородиці та інших святих, зображення бога Мітри, що вбиває бика, ікона «Хрещення Русі у 988 році».
У вітринах розміщено релігійну літературу, стародруки, твори Василя Великого, Іоанна Златоуста, Григорія Богослова. На стіні висять ікони з зображенням перших канонізованих українських святих — Бориса і Гліба, зображення митрополита Переяславського Єфрема, день пам'яті якого відзначається 10 лютого.
У XVI—XVII ст. церква стає національною. В експозиції показано портрет Єлисея Плетенецького архимандрита Києво-Печерської Лаври, який заклав у Лаврі друкарню і 1616 року видав «Часослов». Далі — портрети гетьмана Сагайдачного, який у 1620 році переконав патріарха Феофана поновити в Києві православну митрополію, а також Петра Могили, який скликав Київський собор і затвердив «Катехізис» Української православної церкви; ікони дванадцяти головних свят, пов'язаних із життям Ісуса Христа — Різдво, Хрещення, Великдень, Вознесіння та інші.

#### Музей українського рушника

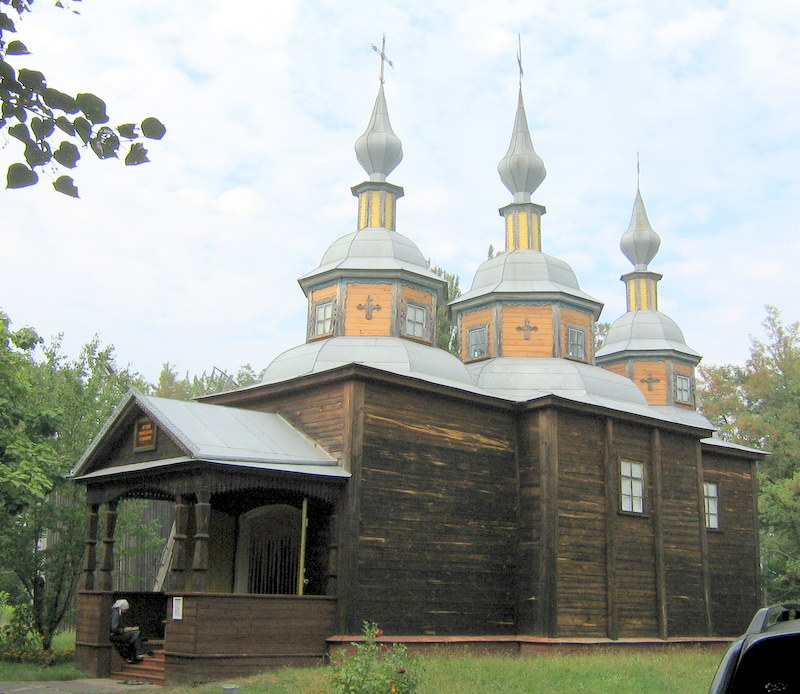
Музей рушника.

В унікальній пам'ятці архітектурного зодчества XVIII ст. (1745 року), перевезеній із села Пищики Сквирського району Київської області, була створена експозиція музею українського рушника, і в 1995 році музей відкрився для відвідувачів.
Українські рушники — це історія українського народу. В їх орнаментах збереглися прадавні магічні знаки. Зображення «дерева життя», «богині-берегині», символів землі, води, світил, які знайшли подальше своєрідне переосмислення і оновлення.
Рушник супроводжував українця протягом усього життя: і в радості, і в горі. В заповіднику експонується і зберігається близько 4000 рушників. У музеї рушника представлено 300 рушників різних регіонів (Київська, Полтавська, Чернігівська, Черкаська області, район Полісся).
У першому залі розміщено знамениті ткані рушники Переяславщини, які датуються XIX ст. Їх орнаментика бере свій початок у прадавніх віках.
Далі в експозиції представлено ткані поліські рушники, знамениті кролевецькі рушники та всі види рушників із різних регіонів України: вишиті, ткані, вишиті «тамбурним швом», монастирські, виготовлені ажурною технікою (довбанкою, вирізуванням, мережкою-витяганкою, мережкою з настилом), рушники, виконані «хрестиком» та ін.
Музей лісового господарства Середньої Наддніпрянщини [Архівовано 23 квітня 2022 у Wayback Machine.]
Музей історії лісового господарства відкрито у 2007 році. В основі експозиції - комплекс пам’яток архітектури: будинок і повітка лісового кордону кінця XIX ст. (Мирчанське лісництво Бородянського району Київської області), шишкосушарня конструкції Капера-Гоголіцина кінця XIX ст. (Розважівське лісництво Іванківського району Київської області), комора кінця XIX ст. (с. Дениси Переяслав-Хмельницького району Київської області) та елементи смолокурні з Чернігівщини та Київщини. Лісові кордони – державні житлово-господарські комплекси для лісників, об’їждчиків, які охороняють ліс від пожеж, самовільного вирубування, виявлять лісових шкідників і захворювання дерев, керують насадженням дерев.
Експозиція висвітлює історію лісового господарства Середньої Наддніпрянщини кінця XIX ст.  – початку XX ст. У будинку лісового кордону відтворено побут житла лісника цього ж періоду.  

В експозиції привертають увагу експонати, що висвітлюють особливості життя та побуту господаря лісового кордону: дерев’яні постоли, мисник, виготовлений з рогу лося, ікона, прикрашена смугастим поліським рушником, металевий вовчий капкан та пам'ять про мисливські трофеї – чучела голів кабана та лося. У приміщенні шишкосушарні відображено повний виробничий цикл добування насіння із шишок шпилькових порід дерев, експонується колекція насіння лісових порід дерев. У повітці лісового кордону представлені зразки лісосадильної техніки середини XX ст., що використовувалась для вирощування лісу та наочно засвідчує технічний розвиток інженерної думки в XX ст. У музеї також розкрито тему «Захист лісу» і показано засоби боротьби зі шкідниками та лісовими пожежами.

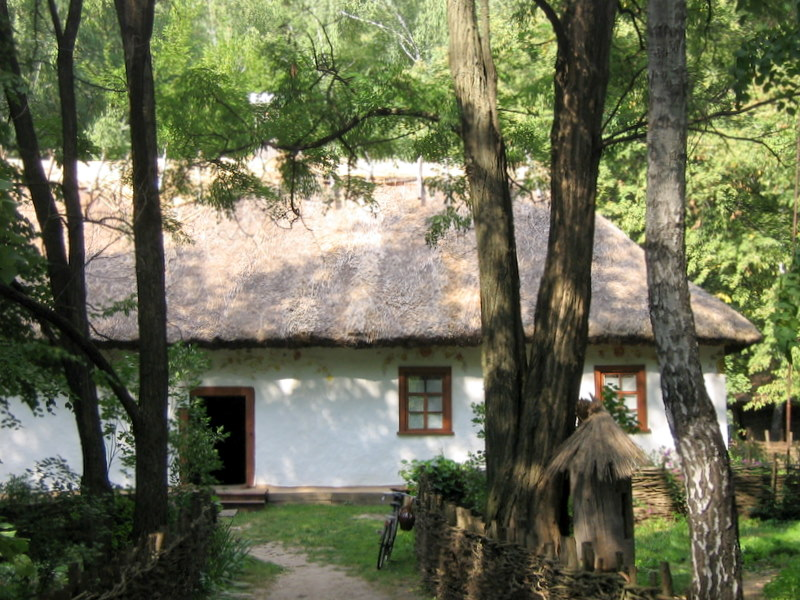
Музей бджільництва.

#### Музей історії бджільництва Середньої Наддніпрянщини
У хаті кінця XIX ст., перевезеній із села Помоклі Переяслав-Хмельницького району, розміщений «Музей історії бджільництва». Хата збудована в шули: хата, сіни, хатина і прихатня комора. У дворі — комора для зберігання меду, рамок, вуликів і вільшаник — погріб, покритий двосхилим солом'яним дахом для зимування пасіки, та вулики-дупляки середини XIX ст.

#### Музей М.М.Бенардоса

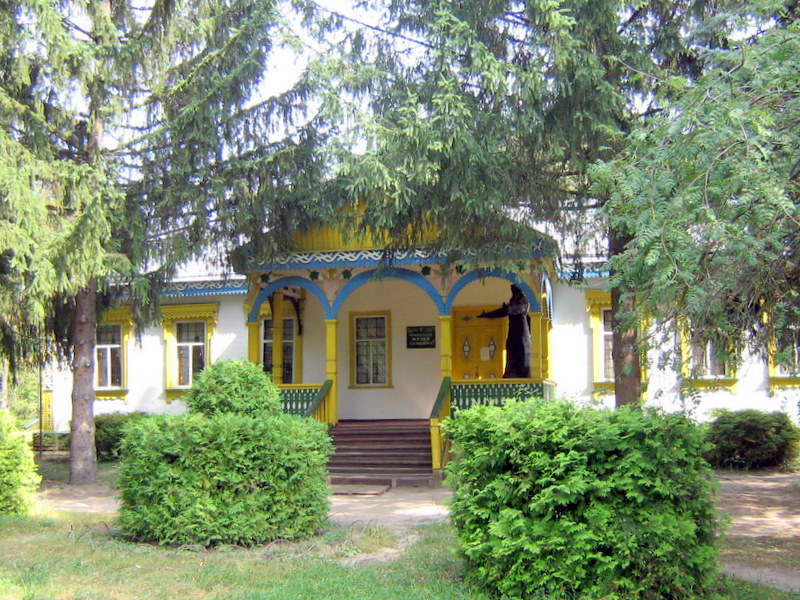
Музей Миколи Бенардоса.

В 1981 році за рішенням ЮНЕСКО весь світ відзначав сторіччя одного з найбільших винаходів XIX ст.— електричного дугового зварювання металів. На честь цієї знаменної дати, з участю і допомогою Інституту електрозварювання імені Євгена Патона, в будинку, перевезеному із села Вороньків Бориспільського району, відкрито музей автора цього винаходу — Миколи Бенардоса. Музей складається з п'яти кімнат: робочого кабінету, вітальні, майстерні, лабораторії, виставкової зали і передпокою.
У робочому кабінеті є меблі сім'ї Бенардосів: стіл-бюро і крісло біля нього та крісло за письмовим столом. На стінах — портрет господаря кабінету, датований кінцем XIX століття, портрети вчених-електриків. У музеї експонуються документи, матеріали, речі побуту, книги, прилади того часу, макети, креслення винаходів, особисті речі, література, в якій розповідається про життя винахідника і його сім'ї, винаходи Миколи Бенардоса.
Одна зала музею присвячена родині Патонів — видатних українських вчених у галузі електрозварювання. Тут демонструється унікальний макет пішохідного мосту через Дніпро, розроблений Євгеном Патоном.

#### Музей декоративно-ужиткового мистецтва Київщини

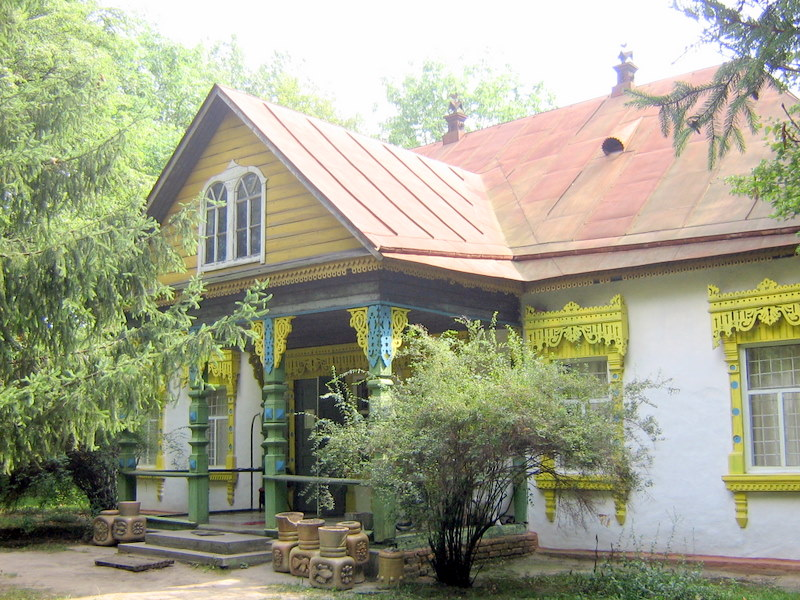
Музей декоративно-прикладного мистецтва

Цей музей розміщений у будинку дрібнопомісного дворянина кінця XIX століття, перевезеного в 1973—1974 рр. з села Старовичі Іванківського району Київської області. У п'ятьох залах експонуються роботи відомих народних майстрів, що брали участь у республіканських виставках 1970—1971 рр.
У першій залі розміщено вироби з дерева та килими. Різьблення — один із найдавніших широко розвинених видів декоративного мистецтва. Залежно від способу виконання, воно поділяється на плоске, контурне, виїмчасте, ажурне, рельєфне, кругле.
У музеї експонуються вироби відомих майстрів вишивки, ткацтва, килимарства, гончарства, різні декоративні вироби, іграшки, посуд, сервізи, господарські вироби, декоративні вази.
В одній із зал демонструються вироби із гутного скла, кришталю з декоративним розписом, художнього скла, порцелянові вироби Київського експериментально-художнього, Баранівського та Городищанського порцелянових заводів.

#### Музей космосу

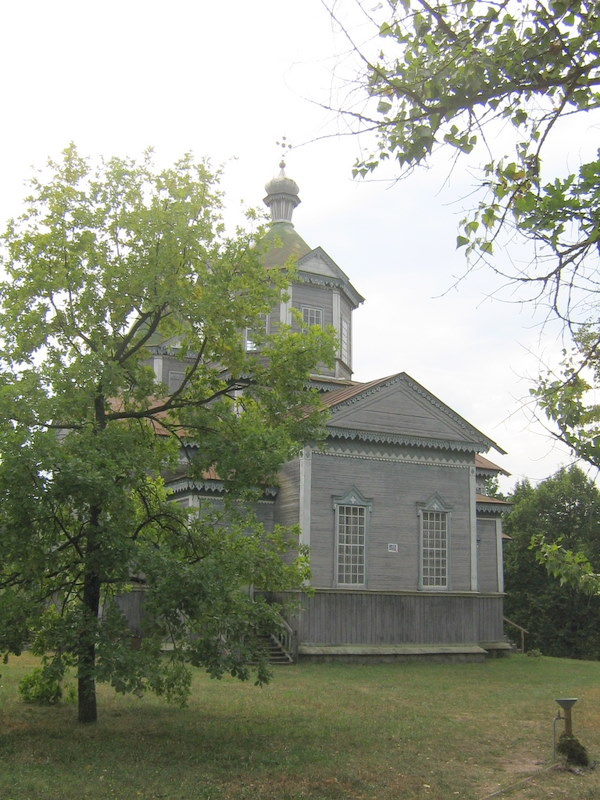
Музей космосу.

Музей був створений у 1979 році з ініціативи академіка Олександра Ішлінського і доктора технічних наук Сергія Малашенка, працівників історико-культурного заповідника, за допомогою АН СРСР, АН УРСР та центру підготовки космонавтів імені Юрія Гагаріна. Розміщений він у В'юнищанській церкві (збудована 1891 року), яку перенесено до заповідника та реставровано у 1977 році.
Унікальними експонатами музею є макет автоматичного апарата «Лунохід-1», крісло-ложемент з космічного корабля «Союз», спускний апарат, скафандр і парашут космонавта № 1 Юрія Гагаріна, комплекс обчислювальної техніки «Мінськ-1», діючий макет космодрому «Байконур».
Працівникам заповідника вдалося відтворити робочий кабінет академіка Сергія Корольова, коли він навчався у Києві, і робочий кабінет Олександра Ішлінського — одного із співавторів першого супутника Землі.
У музеї експонуються прилади, які використовувалися в космічних апаратах, на орбітальній станції «Салют», двигун Р-219, навігаційний індикатор ІНК-2е, командно-сигнальний пристрій КСУ-по, табло ЕЛС-Б-144, оригінал ракети «Янтар», портрети вчених у галузі космонавтики, всіх радянських космонавтів, що побували в космосі, скафандр і парашут космонавта Поповича, фотостенди, присвячені спільним польотам радянських космонавтів із астронавтами зарубіжних країн.

#### Музей народного сухопутного транспорту Середньої Наддніпрянщини

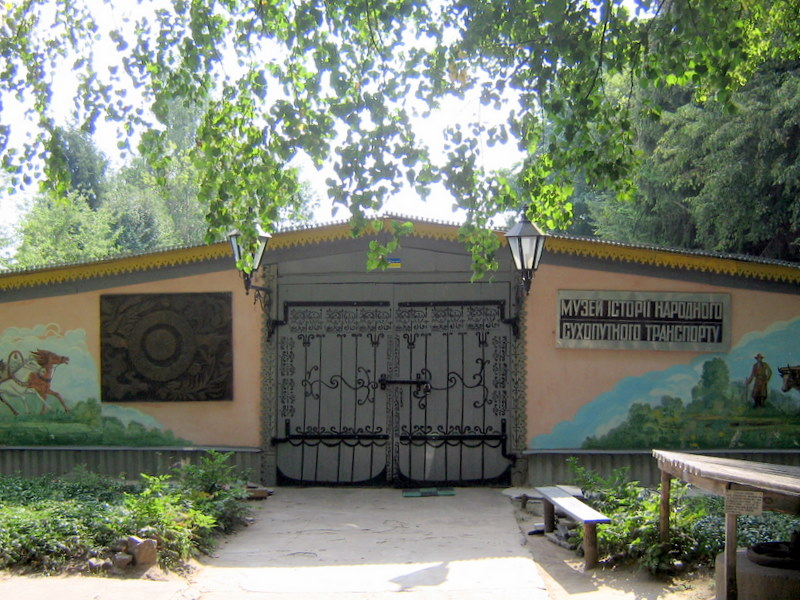
Музей сухопутного транспорту.

У павільйоні, який має 430 м² експозиційної площі, 1993 року був відкритий музей народного сухопутного транспорту, в фондах якого зберігається 1400 експонатів.
У музеї зібрана унікальна колекція транспортних засобів, єдина на території України. Інформативно колекція починається з розділу архаїчних часів, де представлені засоби пересування періоду Трипільської культури, скіфів та кочівників XI—ХІІІ ст. Далі експонується полозовий та колісний транспорт, літній і зимовий, який у свою чергу поділяється на господарський, промисловий (кінний і воловий), виїзний та пасажирський. Також демонструється збруя, типи упряжі, ручний та в'ючний транспорт.
До XIX ст. майже всі транспортні засоби виготовлялися із дерева майстрами, яких називали стельмахи. Пізніше з'явилися транспортні засоби з металевими деталями. У музеї можна побачити стельмахову майстерню та кузню, ознайомитися з технологією виробництва возів та саней від найпростіших конструкцій до модифікованих тачанок, фаетонів, каретних екіпажів. Увагу відвідувачів музею привертає реставрований чумацький віз XVIII ст. Експозицію доповнюють картини художника Юрія Легенького «Шляхами України».

#### Музей «Поштова станція»

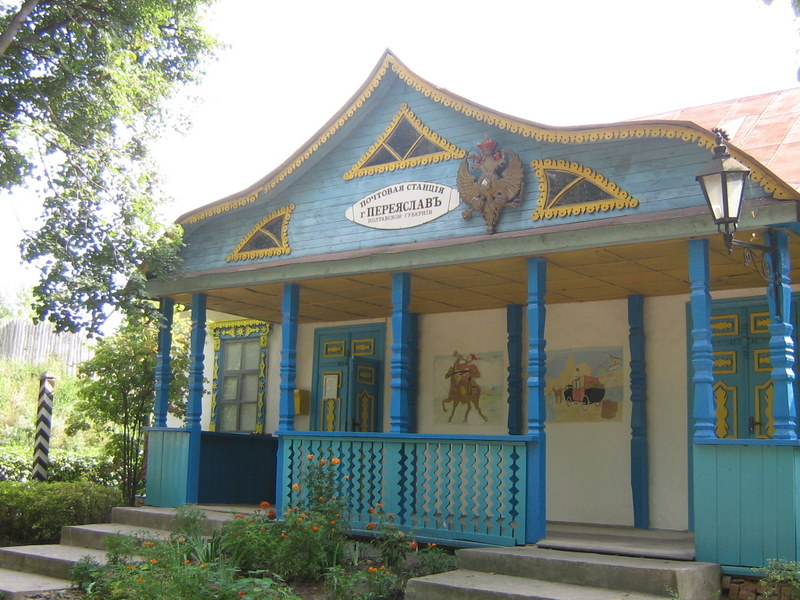
Музей «Поштова станція».

Експозиція музею створена в приміщенні поштової станції, що була в Переяславі на розі вулиць Старокиївської та Михайла Сікорського. Перенесена та встановлена на поштовому тракті XIX ст. Київ — Полтава. Поштова станція в 1993 році була відкрита для відвідувачів заповідника.
Станція «Переяслав» була третьою станцією після Києва. Тут подорожани міняли коней, відпочивали. Відвідувач, зайшовши в музей, потрапляє в типову обстановку поштової станції того часу. У кімнаті станційного доглядача стоять лави і канапи для транзитних пасажирів, дорожні валізи, робочий стіл доглядача станції, на якому лежать книги реєстрації подорожніх, чорнильниця, скринька для прогонних грошей, копії дорожніх документів, виданих Пушкіну, Шевченку, Максимовичу.
Також експонуються: «Высочайше утвержденныя дорожныя правила», за якими лише власник подорожньої міг одержати поштових коней: «Постановленіе, до всеобщаго свѣденія касающееся». Головне в ньому — «каждому чину и по сколько выдавать лошадей», карти-схеми поштових трактів, карта Полтавської губернії, до якої належав Переяслав.

#### Музей хліба

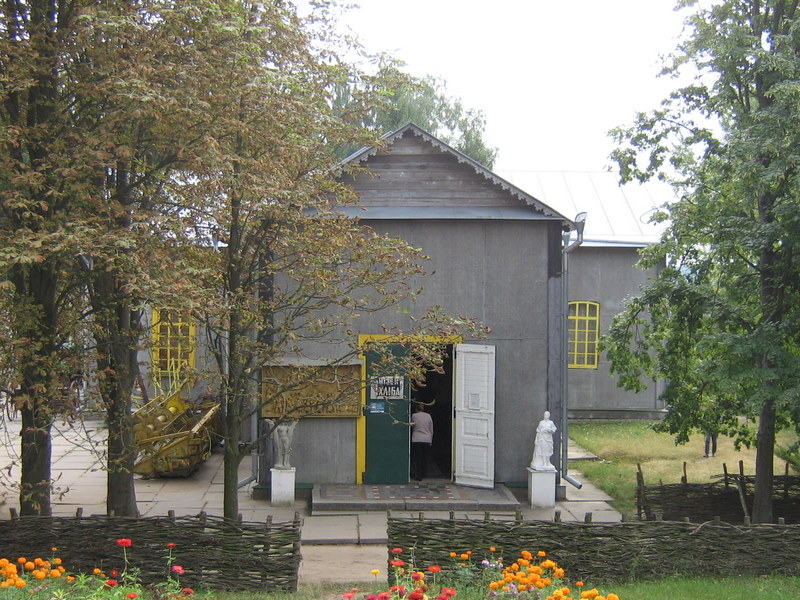
Музей хліба

У 1984 році на території музею просто неба був відкритий Музей хліба. У цьому музеї показано розвиток землеробства та технологію випікання хліба від найдавніших часів до наших днів.
До музейного комплексу входить майданчик з хліборобською технікою, хата пекаря, зернові комори, вітряки, паровий млин та павільйон. У павільйоні показано розвиток технології вирощування, збирання, зберігання, випікання хліба за всю історію людства. У музеї понад 3500 експонатів. Експонується унікальна колекція реліктової пшениці, що вирощувалася в давні часи, кам'яний, глиняний посуд, зокрема керамічний часів трипільської культури, який вживали для зберігання і обробки зерна. Тут експонуються різні види знарядь праці, що використовувались для вирощування хліба, одяг хліборобів, залізний наральник, залізна сокира, локомобіль, один з перших тракторів; речі побуту, зразки різних зернових злакових культур, плуг, лабораторне обладнання, зразки зерна і хліба.
Поруч із павільйоном стоїть хата пекаря. У хаті — умеблювання, типове для другої половини XIX століття, побутові знаряддя для випікання хліба, хлібні вироби. У коморі є знаряддя праці, побутові речі, інвентар для зберігання і переробки зерна.
На відкритому майданчику показано сільськогосподарську техніку і ґрунтообробні знаряддя праці, колекцію плугів, військово-польову пекарню, механізований молотильний тік і «крилатий хлібороб» — «АН-2».

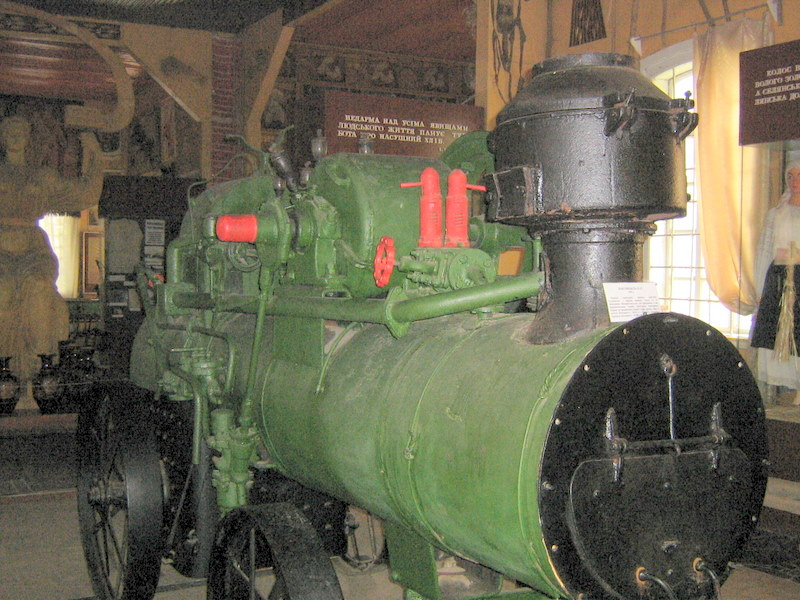
Локомобіль.
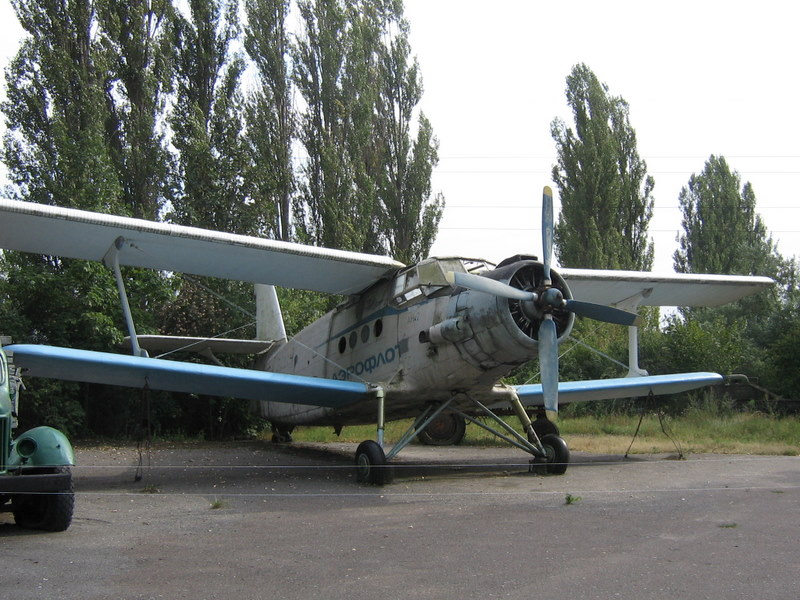
АН-2.
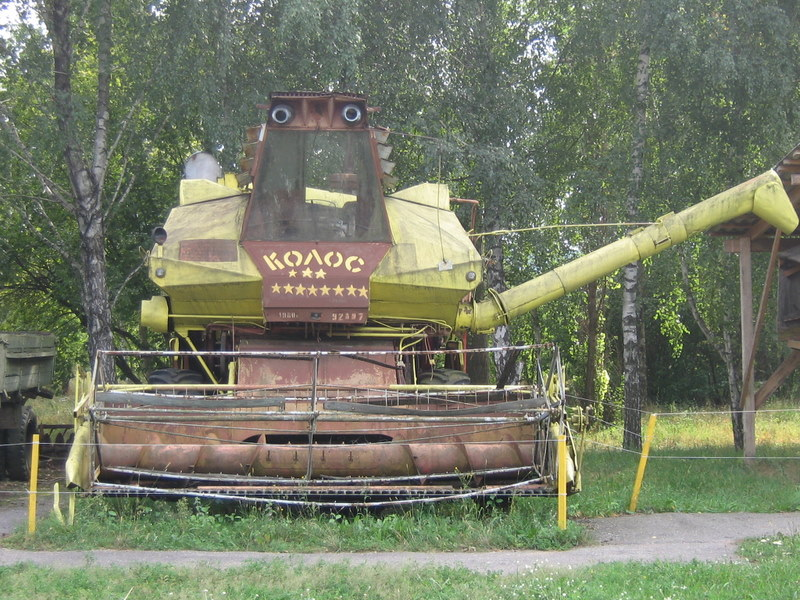
Комбайн «Колос».
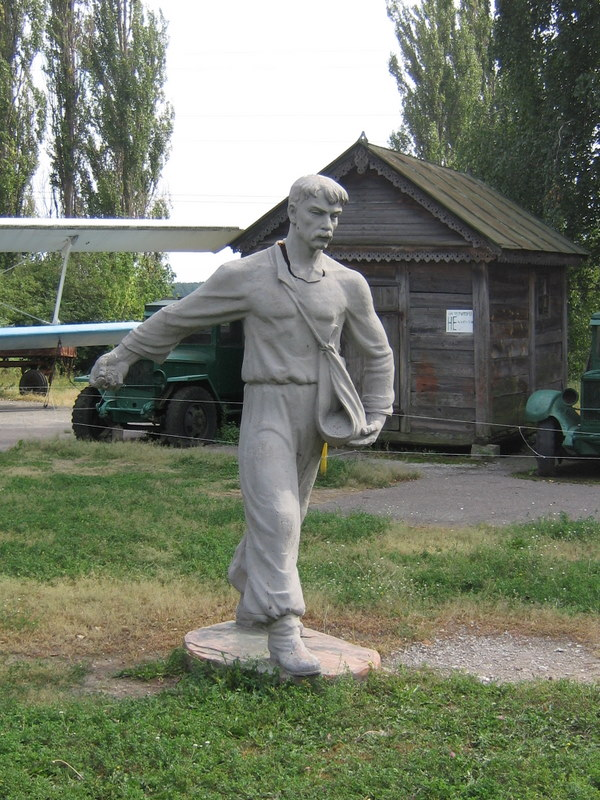
Скульптура сіяча.

#### Музей Шолом-Алейхема

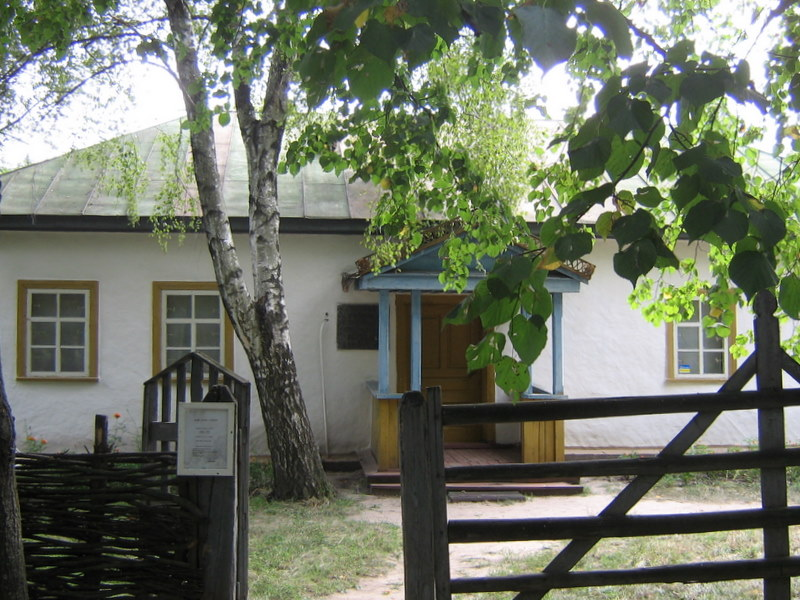
Музей Шолома-Алейхема.

Відкритий музей в 1978 році на честь 120-річчя з дня народження письменника. Перед будинком встановлено пам'ятник Шолом-Алейхему — робота відомого скульптора Мойсея Альтшулера.
У вестибюлі музею — портрет Шолома-Алейхема роботи художника Вассермана. Праворуч — кімната, де відтворено інтер'єр будинку батьків письменника — дерев'яне ліжко, стіл, комод, шафа і сервант.
На стіні біля вікна — фото Шолома-Алейхема у 18-річному віці. У Переяславі він написав свої перші твори.
У другій кімнаті відтворено робочий кабінет батька письменника, в якому любив працювати Шолом. Тут є меморіальні речі з будинку батьків — стіл, етажерка, столик, на столі — письмове приладдя; на столику — єврейські журнали «Восходъ», «Русскій еврей», кінця XIX — початку XX століття. На етажерці стоять твори Федора Достоєвського, Лева Толстого, єврейська література 60—70 років XIX століття.
Поряд — кімната, в якій показано життєвий і творчий шлях письменника від закінчення повітового училища до останніх років життя.
В експозиції подані види Переяслава того часу, повна збірка творів Шолома-Алейхема, афіші вистав і твори письменника.

### Музей пам'яті Поліського району
Відкритий 24 квітня 2004 року. Експозицію музею присвячено селам, жителі яких були переселені внаслідок аварії на Чорнобильській АЕС.